# Murauer Hütte
Die Murauer Hütte ist eine Schutzhütte der Kategorie II der Sektion Murau des Österreichischen Alpenvereins auf der Frauenalpe in den Nockbergen. Sie befindet sich in einer Höhe von 1583 m ü. A. und dient als Stützpunkt am Salzsteigweg.

## Geschichte
Die Hütte wurde 1905/1906 erbaut, am 22. Juli 1906 eröffnet und 1937 erweitert.

## Zugänge
Die Hütte ist von Murau über eine 8 km lange Asphaltstraße erreichbar.